# Station Mladeč jeskyně
Železniční zastávka Mladeč jeskyně (Nederlands: Spoorweghalte Mladeč jeskyně) is een station in de Tsjechische gemeente Mladeč. Het station ligt aan spoorlijn 274 (die van Litovel naar Mladeč loopt). Het station is onder beheer van de SŽDC en wordt bediend door stoptreinen van de České Dráhy. Naast het station Mladeč jeskyně zelf, liggen ook de stations Mladeč en Chudobín in de gemeente Mladeč.
Litovel předměstí ↔ Chudobín ↔ Mladeč jeskyně ↔ Mladeč